# Ierbogatchen
Ierbogatchen est un village situé dans l'Oblast d'Irkoutsk, en Sibérie orientale.

## Étymologie
Le nom de Ierbogatchen dérive étymologiquement du mot evenki nerbeke qui désigne une colline couverte d'une forêt de pins.

## Géographie
Il est situé sur la partie inférieure du cours de la Toungouska, dans la partie septentrionale de la province d'Irkoutsk.

### Climat
| Mois                                        | jan.       | fév.       | mars       | avril      | mai        | juin      | jui.      | août      | sep.       | oct.       | nov.       | déc.       | année      |
| ------------------------------------------- | ---------- | ---------- | ---------- | ---------- | ---------- | --------- | --------- | --------- | ---------- | ---------- | ---------- | ---------- | ---------- |
| Température minimale moyenne (°C)           | −34        | −31,7      | −23,1      | −10,7      | −0,3       | 7,7       | 10,8      | 7,4       | 0,7        | −8,7       | −25,4      | −33,6      | −11,7      |
| Température moyenne (°C)                    | −29        | −25        | −14,7      | −3,4       | 6          | 15,2      | 17,9      | 14,1      | 5,5        | −4,6       | −20,3      | −28,9      | −5,6       |
| Température maximale moyenne (°C)           | −23,9      | −17,5      | −6,2       | 3,2        | 12,1       | 22,3      | 24,8      | 20,9      | 11,2       | −0,5       | −15,1      | −24,2      | 0,6        |
| Record de froid (°C) date du record         | −61,2 1966 | −59,5 1969 | −53,3 1966 | −43,2 1963 | −23,6 1944 | −8,6 1964 | −3,4 1959 | −6,9 1950 | −19,8 1957 | −39,8 1976 | −54,8 1968 | −58,6 1968 | −61,2 1966 |
| Record de chaleur (°C) date du record       | −1 1979    | 3,6 1963   | 11,8 2017  | 20,3 1943  | 33,9 1999  | 38,8 2017 | 35,8 1994 | 34,1 1969 | 30,4 1944  | 20,1 1967  | 6,2 1978   | 3,4 1990   | 38,8 2017  |
| Ensoleillement (h)                          | 38         | 115        | 195        | 235        | 257        | 303       | 315       | 231       | 145        | 86         | 58         | 18         | 1 996      |
| Précipitations (mm)                         | 17         | 13         | 14         | 20         | 28         | 47        | 51        | 47        | 39         | 40         | 29         | 21         | 366        |
| dont neige (cm)                             | 43         | 50         | 52         | 42         | 6          | 0         | 0         | 0         | 0          | 6          | 23         | 35         | 257        |
| Record de pluie en 24 h (mm) date du record | 14 1995    | 11 1978    | 9 2015     | 14 1968    | 18 1961    | 71 1962   | 45 1943   | 66 1973   | 27 2013    | 16 1956    | 13 1978    | 9 1987     | 71 1962    |
| Nombre de jours avec précipitations         | 0          | 0          | 1          | 6          | 14         | 16        | 14        | 13        | 15         | 8          | 1          | 0,1        | 88         |
| Humidité relative (%)                       | 77         | 75         | 68         | 61         | 57         | 61        | 67        | 74        | 74         | 77         | 79         | 78         | 71         |
| Nombre de jours avec neige                  | 21         | 19         | 16         | 15         | 8          | 0,4       | 0,1       | 0,03      | 5          | 22         | 23         | 22         | 152        |
| Nombre de jours d'orage                     | 0          | 0          | 0          | 0          | 1          | 3         | 5         | 2         | 1          | 0,1        | 0,03       | 0          | 12         |
| Nombre de jours avec brouillard             | 7          | 4          | 1          | 0,2        | 0,3        | 1         | 3         | 5         | 2          | 1          | 2          | 6          | 33         |

| Diagramme climatique                                  |              |             |            |            |           |            |           |           |            |              |              |
| J                                                     | F            | M           | A          | M          | J         | J          | A         | S         | O          | N            | D            |
| −23,9−3417                                            | −17,5−31,713 | −6,2−23,114 | 3,2−10,720 | 12,1−0,328 | 22,37,747 | 24,810,851 | 20,97,447 | 11,20,739 | −0,5−8,740 | −15,1−25,429 | −24,2−33,621 |
| Moyennes : • Temp. maxi et mini °C • Précipitation mm |              |             |            |            |           |            |           |           |            |              |              |

## Administration
C'est le centre administratif du raïon de Katangski, dont la superficie est de 139 000 km² mais dont la population ne dépasse pas 8 000 habitants.

## Population
Ierbogatchen abrite 575 des 25 000 Evenks que compte la Russie. Ce sont essentiellement des éleveurs de rennes. La population de la bourgade comprend des bûcherons, des pêcheurs et des chasseurs, qui traquent l'ours, la zibeline, le loup, l'élan, le lièvre, l'écureuil et le rat musqué.

## Sources
1. ↑  Предварительные итоги Всероссийской переписи населения 2010 года
2. ↑  (en) Mariya Chupanovskaya, Tatyana Maklakova et Albina Nikitina, « Toponymy of Irkutsk Region as a Part of Linguocultural Space of the Region », SHS Web of Conferences, vol. 50,‎ 2018, p. 1-6, article no 01005 (ISSN 2261-2424, DOI 10.1051/shsconf/20185001005, lire en ligne, consulté le 2 mars 2025)
3. ↑  (ru) « Климатические таблицы. Данные для Ербогачена. », Погода и Климат (consulté le 3 décembre 2021).
4. ↑  (ru) « Climate Normals for Erbogacen », NOAA (consulté le 3 décembre 2021).